# Rotenschitt
Koordinaten: 50° 31′ 18″ N, 8° 50′ 18″ O
Rotenschitt ist eine Wüstung in der heutigen Gemarkung von Lich im hessischen Landkreis Gießen.
Sie befindet sich etwa 1,5 km östlich von Lich auf 175 m Höhe·südlich des Weidgrabens und östlich der Bundesstraße 457. Flurbezeichnungen wie „Am Rotenschitt“, „In den Rothenschittsgärten“ und „Rother Schütt“ erinnern an die aufgegebene Siedlung.

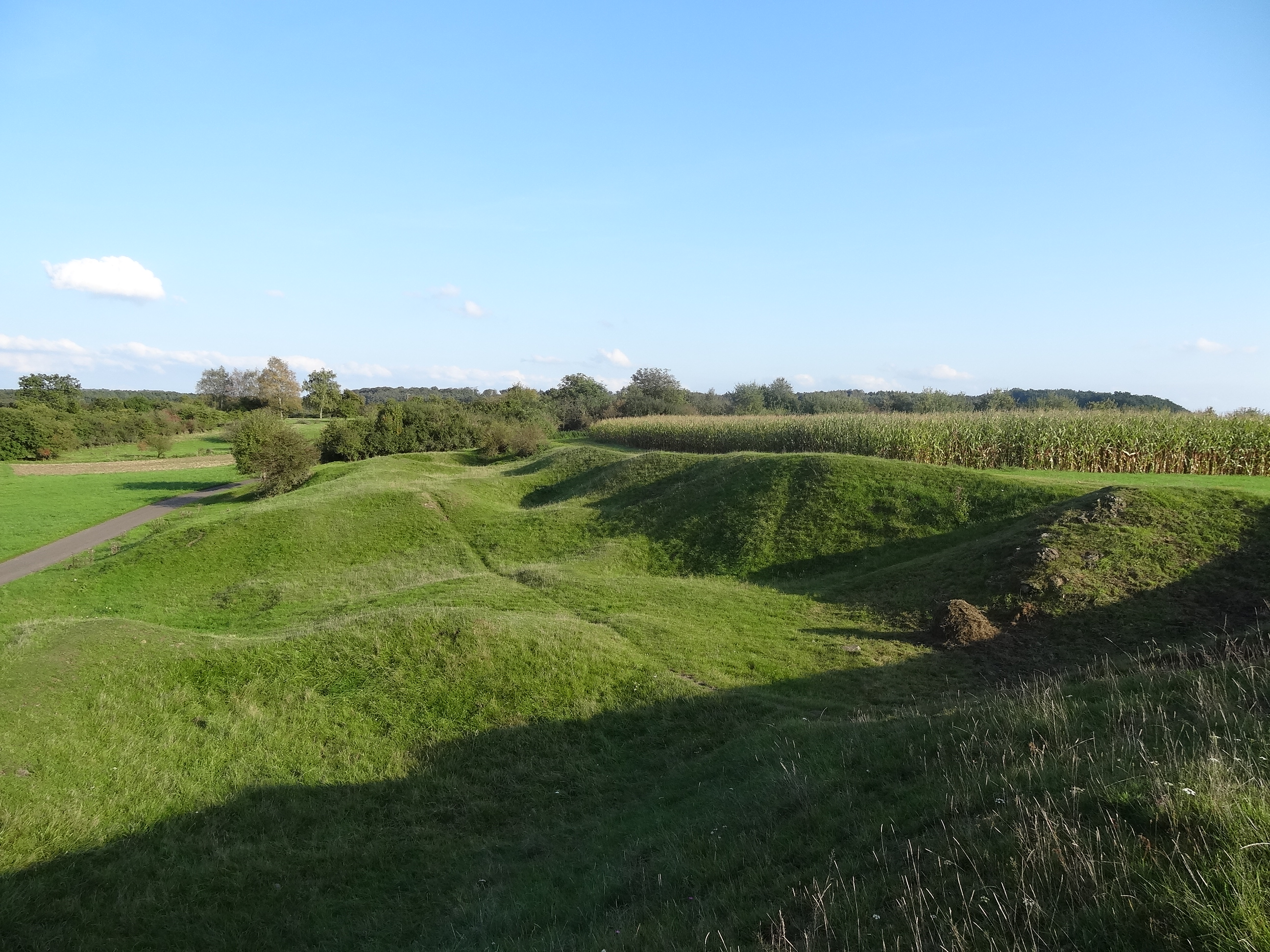
Gelände am Rotenschitt

## Geschichte
Der Ort wurde 1210 in einer Urkunde des Klosters Arnsburg erstmals schriftlich erwähnt, als bei einem Gütertausch des Klosters auch eine Kapelle in „Rodenscheid“ genannt wurde. Bei der Falkensteiner Teilung 1271 erhielt Werner I. von Falkenstein, Begründer der Licher Linie des Geschlechts, unter anderem das zum Gericht Lich gehörige Dorf Rotenschitt. Im Jahre 1287 schenkten der Ritter Guntram III. von Ulfa und seine Frau Jutta dem Kloster Arnsburg ihre Güter zu Rotenschitt. 1301 übertrug Werners I. Sohn Philipp III. von Falkenstein, mit Zustimmung des Klosters Arnsburg und der Stadt Lich, Novalland (teils neu erschlossenes und teils zur Rodung vorgesehenes Land) zu Rotenschitt und Lich an Heinrich von Pappenheim in Erbpacht. 1306 übertrugen Philipp III. und sein Sohn Werner von Falkenstein den Neurodezehnten von Rotenschitt der Pfarrkirche zu Lich zu einem Seelgerät. 1322 kaufte Philipps Sohn und Werners Halbbruder Kuno II. von Falkenstein-Münzenberg vom Kloster Arnsburg mehrere Joch Land bei Rotenschitt, und noch 1323 wurde „Rodinscheit“ als „villa“ bezeichnet. Am 22. März 1436 wurde der Ort letztmals urkundlich erwähnt, als Wüstung und Zubehör des Gerichts Lich, als die Grafen und Brüder Bernhard II. von Solms-Braunfels und Johann von Solms-Lich die letzten gemeinsamen Güter aus ihrer Falkensteiner Erbschaft unter sich aufteilten.

## Burg Rodenscheid
Eine kleine abgegangene Niederungsburg, vermutlich bereits im 14. Jahrhundert verlassen und verfallen, wird in oder bei der Wüstung vermutet. Bisher einzig bekannter schriftlicher Hinweis auf ihre Existenz ist die Erwähnung im Jahre 1306 eines zum Kastell Rotenschitt gehörigen („castrensis de rotenschitt“) Rudolf, der dort wohl Burgmann war. Wann und von wem die Burg Rodenscheid erbaut wurde, ist unbekannt, vermutlich jedoch im frühen 13. Jahrhundert zum Schutz von Lich und von Handelswegen und Furten über die Wetter. Von der ehemaligen Burganlage sind keine Reste erhalten.